# Haemorrhage
Haemorrhage es una banda española de goregrind. Originalmente llamados Devourment, Haemorrhage desarrollaron su carrera desde principios de los años 90 convirtiéndose en una de las bandas referentes del género. Además de por su estilo musical, Haemorrhage se caracterizaron desde el principio por su peculiar puesta en escena con sus componentes vestidos con batas de médico y su vocalista Lugubrious bañado en sangre. Una puesta en escena que posteriormente adoptaron numerosas bandas del género y que han exhibido por escenarios de Europa, Estados Unidos y Japón en numerosas ocasiones. 
La mayor parte de su carrera musical se desarrolló en el sello alemán Morbid Records y tras la desaparición de este ficharon por el sello estadounidense Relapse Records. 

## Miembros
- Luisma—guitarra, voz
- Ramón—bajo
- Lugubrious — voz
- Ana—guitarra
- Osckar Bravo—batería

## Discografía
- Obnoxious Split with Christ Denied (1994)
- Emetic Cult (1994)
- Split with Exhumed (1995)
- Split with Damnable (1996)
- Grume (1996)
- Grind Over Europe ’96 Split with Clotted Symmetric Sexual Organ/Dead Infection (1996)
- The Cadaverous Carnival Split with Denak (1998)
- Surgery for the Dead Split with Groinchurn (1998)
- Anatomical Inferno (1998)
- Split with Ingrowing (1999)
- Scalpel, Scissors, and Other Forensic Instruments (2000)
- Rotten to the Gore Split with Embolism/Suffocate/Obliterate (2000)
- Do You Still Believe in Hell? Split with Gonkulator (2001)
- Loathesongs (2001)
- Dawn in the Rotting Czech Split with Mastic Scum (2001)
- Live in the Morgue Split with Depression (2001)
- Split with WTN (2002)
- Morgue Sweet Home (2002)
- Dementia Rex split with Impaled (2003)
- Live to Dissect Split with Terrorism (2004)
- Feasting on Purulence Split with Nunslaughter (2005)
- Apology for Pathology (2006)
- The Kill Sessions (2007)
- Hospital Carnage (2011)
- Punk Carnage EP (2012)
- Feasting on Maryland (2013)
- Forensick Squad Split with Rompeprop (2016)